# Mišo Cebalo
Mišo Cebalo (ur. 6 lutego 1945 w Zagrzebiu, zm. 2 września 2022 tamże) – chorwacki szachista i trener szachowy (FIDE Senior Trainer od 2011), arcymistrz od 1985 roku.

## Kariera szachowa
W pierwszej połowie lat 90. należał do podstawowych zawodników reprezentacji Chorwacji, dwukrotnie występując na szachowych olimpiadach (1992 - na I szachownicy, 1994) oraz w drużynowych mistrzostwach Europy (1992). Był to jego drugi start w DME, pierwszy miał miejsce w roku 1983 w Płowdiwie, gdzie wspólnie z drużyną Jugosławii zdobył srebrny medal. W 1985 jedyny raz w swojej karierze zakwalifikował się do turnieju międzystrefowego (eliminacji mistrzostw świata) w Taxco de Alarcón, zajmując VII miejsce w.
W finale indywidualnych mistrzostw Jugosławii zadebiutował w roku 1965 w Titogradzie. W 1985 roku podzielił z Slavoljubem Marjanoviciem I miejsce, ale dogrywkę przegrał i ostatecznie zdobył tytuł wicemistrza kraju. W swoim dorobku posiada również brązowy medal mistrzostw Chorwacji, który zdobył w 2004 roku w Zagrzebiu.
Odniósł wiele sukcesów w międzynarodowych turniejach, m.in. w Zagrzebiu (1979, dz. II m. za Vlatko Kovačeviciem), dz. II m. w Budvie (1981, turniej strefowy, dz. II m. z Krunoslavem Hulakiem, za Dragoljubem Velimiroviciem), Rzymie (1985, dz. II m. z Gyulą Saxem, za Ulfem Anderssonem), Biel/Bienne (1986, dz. III m. z Vlastimilem Hortem, za Lwem Poługajewskim i Erikiem Lobronem), Bernie (1988, I m.), Reggio Emilii (1990/91, I m.), Zagrzebiu (1993, dz. I m. z Bojanem Kurajicą), Bled (1994, dz. I m. z Igorem Lempertem), Portorożu (1994, I m.), Ptuju (1995, dz. I m. z Krunoslavem Hulakiem), Toscolano (1996, I m.), Cannes (1996, dz. I m. z Michaelem Oratovskim, Nikoła Mitkowem i Nino Kirowem), Mediolanie (1996, dz. I m. z Nenadem Sulavą), Asti (1998, dz. I m. z Igorem Naumkinem), Turynie (1998, I m.), Puli (1998, dz. I m. wspólnie z Olegiem Romaniszynem, Mladenem Palacem i Aleksandrem Delczewem), Solinie (1999, dz. III m. z Vlatko Kovaceviciem, za Zdenko Kożulem i Władisławem Tkaczowem, przed m.in. Ilią Smirinem), Mediolanie (2001, I m.), Reggio Emilii (2001/02, dz. I m. wspólnie z Aleksandrem Delczewem, Władimirem Georgijewem i Borysem Czatałbaszewem), Portorożu (2004, dz. I m. z Draganem Solakiem), Umagu (2005, I m. i 2006, dz. I m.), Bratto (2005, dz. I m. z Władimirem Jepiszynem), Capoliveri (2007, I m.) oraz w Zagrzebiu (2007, dz. I m. wspólnie z m.in. Borki Predoveviciem). W 2008 r. zdobył w Davos brązowy medal mistrzostw Europy "weteranów" (zawodników pow. 60. roku życia), a w Bad Zwischenahn – brązowy medal mistrzostw świata w tej samej kategorii wiekowej. W 2009 r. zwyciężył w kolejnych mistrzostwach świata "weteranów", rozegranych w Condino.
Najwyższy ranking w karierze osiągnął 1 stycznia 1995 r., z wynikiem 2570 punktów dzielił wówczas 2. miejsce (za Bogdanem Laliciem, wspólnie ze Zdenko Kożulem) wśród chorwackich szachistów.